# Supiluliuma II
Supiluliuma II (em hitita: Šuppiluliuma) foi o último rei hitita de 1207 até 1 178 a.C., com o qual a história do império chegou ao fim.

## Reinado
Filho de Tudália IV e irmão de Arnuanda III, Supiluliuma II ascendeu ao trono com a morte deste último. Ao começo de seu reinado, enfrentou aos mesmos problemas que seus imediatos antecessores, com algumas revoltas em Arzaua, em Taruntassa, em Alásia e na Síria. Aparentemente, foi capaz de sufocar todas estas rebeliões. Em 1 210 a.C., uma frota sob seu comando derrotou outra dos cipriotas, na primeira batalha naval registada da história. De acordo com alguns historiadores, (Claude Schaeffer, Horst Nowacki, Wolfgang Lefèvre), esta e as seguintes vitórias foram conquistadas, provavelmente graças a barcos de Ugarite.
No entanto, cedo viu-se sob a ameaça dos povos do mar, que assolaram todo Oriente Próximo. O Império Hitita, provavelmente debilitado pelas lutas internas e a dependência excessiva dos reforços proporcionados pelos vassalos, não foi capaz de resistir a acometida e desapareceu da história, ainda que o vice-reinado de Carquemis e o reino de Taruntassa tenham sobrevivido durante algum tempo. Hatusa foi destruída pelo fogo, e sua terra só foi reocupada mais de quinhentos anos depois, pelos frígios. Cuzi-Tessube, um governante de Carquemis, assumiu mais tarde o título de "Grande Rei", já que era descendente direto de Supiluliuma I.
Algumas fontes indicam que o fim de Supiluliuma II é desconhecido, ou que simplesmente desapareceu, enquanto outros afirmam que foi assassinado durante o saque de Hatusa, em 1 190 a.C..